# Bob Martin
Bob Martin (1848-1917) var en skotsk golfspelare från St Andrews.
Martin vann majortävlingen The Open Championship 1876 och 1885. I 1876 års tävling låg han efter den sista rundan i delad ledning med David Strath (bror till Andrew Strath) men vann sedan Strath vägrat att spela särspel om segern. 
Martin avslutade den andra rundan på 90 slag och tävlingen på 176 slag och Strath var tvingad att spela sina två sista hål på 10 slag för att vinna. Straths tredje slag på det 17:e hålet spelades medan spelarna framför fortfarande var kvar på greenen. Bollen träffade en av spelarna och landade inte långt från koppen när den annars skulle ha rullat ut på vägen bredvid greenen. Han tvåputtade och på nästa hål slog han sex slag och delade därmed ledningen med Martin.
Martin anklagade Strath för regelbrott och Strath tog så illa vid sig att han struntade i särspelet varvid Martin förklarades som segrare.